# پلیس پنتاگون ایالات متحده
پلیس پنتاگون ایالات متحده (انگلیسی: United States Pentagon Police) یا (USPPD) آژانس رسمی پلیس فدرال دفتر وزیر دفاع (OSD) است. این آژانس وابسته به آژانس حفاظت نیرو پنتاگون ایالات متحده آمریکا است.